# 이찬용
이찬용(李燦容, 일본식 이름: 松川明義마쓰카와 아키요시, 松川燦容마쓰카와 산요, 1893년 1월 27일 ~ ?)은 일제강점기의 관료로, 본적은 황해도 금천군 남면이다.

## 생애
- 한국국제방송교류재단
- 아리랑국제방송

## 참고자료
- 친일반민족행위진상규명위원회 (2009). 〈이찬용〉. 《친일반민족행위진상규명 보고서 Ⅳ-14》. 서울. 433~442쪽.